# Bocktenhorn
Bocktenhorn är en bergstopp i Schweiz. Den ligger i regionen Prättigau/Davos och kantonen Graubünden, i den östra delen av landet. Toppen på Bocktenhorn är 3 044 meter över havet. Berget ingår i Albula Alpen.
Trakten runt Bocktenhorn består i huvudsak av kala bergstoppar, taluskon och gräsmarker. Den närmstae fjällstugan (Dürrboden) finns vid cirka 2000 meter över havet. Vägen upp till toppen beskrivs som besvärlig men det behövs ingen utrustning för klättring.